# Grote Prijs Jef Scherens 1978
Il Grote Prijs Jef Scherens 1978, tredicesima edizione della corsa, si svolse il 17 settembre 1978 su un percorso di 221 km, con partenza e arrivo a Lovanio. Fu vinto dal belga Frans Van Looy della Mini-Flat-Boule d'Or-Colnago davanti ai suoi connazionali Gustaaf Van Roosbroeck e Frank Hoste.

## Ordine d'arrivo (Top 10)
| Pos. | Corridore              | Squadra                      | Tempo    |
| ---- | ---------------------- | ---------------------------- | -------- |
| 1    | Frans Van Looy         | Mini-Flat-Boule d'Or-Colnago | 5h03'00" |
| 2    | Gustaaf Van Roosbroeck | Ijsboerke-Gios               | s.t.     |
| 3    | Frank Hoste            | Ijsboerke-Gios               | s.t.     |
| 4    | Guido Van Sweevelt     | Ijsboerke-Gios               | s.t.     |
| 5    | Jos Jacobs             | Ijsboerke-Gios               | s.t.     |
| 6    | Herman Van Springel    | Marc Zeepcentrale-Superia    | s.t.     |
| 7    | Fons De Bal            | Ijsboerke-Gios               | s.t.     |
| 8    | Ludwig Wijnants        | Mini-Flat-Boule d'Or-Colnago | s.t.     |
| 9    | Gery Verlinden         | Ijsboerke-Gios               | s.t.     |
| 10   | Jos Schipper           | Marc Zeepcentrale-Superia    | s.t.     |